# Mike Bloom
Meyer "Mike" Bloom (Nueva York, Nueva York, 14 de enero de 1915-Baltimore, Maryland, 5 de junio de 1993) fue un jugador de baloncesto estadounidense que disputó dos temporadas en la BAA, además de jugar previamente en la ABL. Con 1,98 metros de estatura, jugaba en la posición de ala-pívot.

## Trayectoria deportiva

### Universidad
Jugó durante dos temporadas con los Owls de la Universidad de Temple, donde en su primera temporada logró anotar 25 puntos en un partido ante Georgetown, incluida la canasta que les dio la victoria. Al año siguiente conseguirían ganar la primera edición del NIT, derrotando a Colorado Buffaloes en una final en la que Bloom anotó 6 puntos, distinguiéndose por su trabajo defensivo. Fue además incluido esa temporada en el mejor quinteto consensuado All-American.

### Profesional
Comenzó su carrera profesional en los Philadelphia Sphas de la ABL, donde en su primera temporada promedió 4,1 puntos por partido. Al año siguiente fue traspasado a los Washington Brewers, mejorando sus estadísticas hasta los 5,8 puntos por encuentro. Tras pasar por los Baltimore Clippers, en 1941 ficha por los Trenton Tigers, donde comienza su etapa más exitosa de su carrera profesional. Al año siguiente acaba en cuarta posición entre los máximos anotadores de la liga, promediando 8,8 puntos por partido, para en 1944 liderar la clasificación de máximos anotadores de la liga con 10,5 puntos por encuentro, (la cuarta parte de los puntos de su equipo), siendo elegido mejor jugador del campeonato, algo que repetiría al año siguiente, tras acabar segundo entre los máximos encestadores con 10,7.
En 1945 ficha por los Baltimore Bullets, equipo nuevo en la competición, y en su primera temporada vuelve a acabar entre los diez mejores anotadores de la liga, ganando el campeonato tras derrotar a los Sphas en las finales. Jugaría una temporada más en la liga, acabando finalmente en la octava posición entre los mejores anotadores históricos de la ABL, con 1.639 puntos (10,6 por partido).
En 1947 el equipo se une a la BAA, en una temporada en la que ganaron la liga, pero Bloom fue traspasado mediada la competición a los Boston Celtics a cambio de Connie Simmons, a pesar de estar promediando hasta ese momento 11,1 puntos por partido, el tercer mejor anotador del equipo.
Al año siguiente, ya con 34 años, ficha por los Minneapolis Lakers, recién llegados de la NBL, donde fue suplente de Jim Pollard hasta que mediada la temporada es enviado a los Chicago Stags, retirándose al término de la misma.

## Estadísticas de su carrera en la NBA

### Temporada regular
| Año     | Equipo      | PJ | TC%  | TL%  | APP | PPP  |
| ------- | ----------- | -- | ---- | ---- | --- | ---- |
| 1947–48 | Baltimore   | 34 | .272 | .715 | .7  | 11.1 |
| 1947–48 | Boston      | 14 | .272 | .649 | 1.0 | 9.2  |
| 1948–49 | Minneapolis | 24 | .141 | .725 | .6  | 2.3  |
| 1948–49 | Chicago     | 21 | .247 | .794 | .8  | 3.4  |
| Total   | Total       | 93 | .255 | .713 | .8  | 6.8  |

### Playoffs
| Año   | Equipo  | PJ | TC%  | TL%   | APP | PPP  |
| ----- | ------- | -- | ---- | ----- | --- | ---- |
| 1948  | Boston  | 3  | .262 | .737  | .7  | 12.0 |
| 1949  | Chicago | 1  | .000 | 1.000 | .0  | 2.0  |
| Total | Total   | 4  | .262 | .762  | .5  | 9.5  |